# Нук, Антоний
Антоний Нук (Anton Nuck, 1650—1692) — голландский анатом. 

## Биография
В 1677 году — доктор медицины за диссертацию «De diabete». В 1683 году лектор анатомии в медико-хирургической коллегии в Гааге, а в 1687 году профессор анатомии и медицины в Лейдене. Здесь он скоро приобрёл такую славу своими теоретическими лекциями и практическими занятиями, что привлёк к себе многочисленных учеников со всех стран. Он оказал большие услуги физиологии и, в особенности, анатомии, так как, будучи чрезвычайно искусным препаратором, исследовал весьма тщательно многие органы и ткани. С его именем связан Diverticulum или саnalis Nuckii, образование, аналогичное с process. vaginalis мужского зародыша, т. е. часть брюшины у женских зародышей, простирающаяся на некоторое расстояние в глубину пахового канала (в Нуков канал иногда опускается яичник).